# Mario Cei
Mario Cei (Vicenza, 5 ottobre 1959) è un attore italiano.

## Biografia
Nato in Veneto, fin da bambino, e in seguito durante gli studi classici, si forma al «Piccolo palcoscenico», la scuola di dizione e recitazione creata e diretta dalla madre Lili Lucchetti, a Massa, e incomincia a studiare pianoforte, pratica disegno e pittura seguendo l’esempio del padre Alberto, dirigente alla Olivetti sotto la presidenza di Adriano, ma al tempo stesso diplomato in pianoforte al Conservatorio Luigi Cherubini di Firenze e valente pittore.
Nel 1980 si diploma con medaglia d'oro all'Accademia dei filodrammatici di Milano sotto la guida di Ernesto Calindri.

## Attività

### Teatro
La sua attività si è svolta prevalentemente in teatro. Ha esordito in «Elettra» di Hugo Von Hoffmansthal interpretando Oreste al Teatro Olimpico di Vicenza, diretto da Sandro Sequi. È Dionigi nel «Libro di Ipazia» di Mario Luzi (1995) al Piccolo Teatro di Milano, il Messaggero in «Edipo re» di Sofocle, al Teatro Olimpico di Vicenza in coproduzione con il Teatro degli Incamminati (2000), entrambi con la regia di Lamberto Puggelli; ed è ancora al Piccolo di Milano, Critone nel «Socrate» di Vincenzo Cerami diretto da Gigi Proietti (2000).
Con Guido de Monticelli è Florizel in «Il racconto d'inverno» di Shakespeare, (Gruppo della Rocca 1987-88); Oreste in «Elettra» di Sofocle al Teatro greco di Siracusa (Istituto del Dramma Antico, 1990); il Templare in «Nathan, il saggio» di Gotthold Ephraim Lessing, (Teatro Stabile di Genova, 1991-93), Oreste ne «I Ritorni», elaborazione drammaturgica su testi di Euripide. 
Nei primi anni '80 con un gruppo di giovani attori guidati da Alessandro Quasimodo e Giuseppina Carutti, collabora con il Teatro alla Scala: è «Aminta» nell'omonima favola di Torquato Tasso (1984), Oreste in «Oreste» di Vittorio Alfieri, Marco ne «Il Conte di Carmagnola» di Alessandro Manzoni (1985), Leonardo ne «La città morta» di Gabriele D'Annunzio (Siracusa-Ostia antica, 1987-88); dal 1997 al 1999 fa parte della «Nuova Compagnia» che propone versi e drammaturgia del Novecento alla Rotonda del Pellegrini, a Milano. Da ricordare, il monologo «Il dio di Roserio» di Giovanni Testori (1998-99).
Nel 1999, è ancora in «Oreste» di Alfieri, questa volta nel ruolo di Pilade (Teatro Olimpico di Vicenza, con Laura Marinoni e Massimo Popolizio, regia di Stefano De Luca); con Luca Ronconi, al Teatro greco di Siracusa in «Rane» di Aristofane e «Baccanti» di Euripide (2002).
Collabora con Alessandro Quasimodo, dando vita a numerosi Reading a tema o dedicati a poeti di tutti i tempi e con questa attività, tra il 1982 e il 2008 è in diverse città di Europa, Asia e Nord America su invito di Istituti Italiani di Cultura o Università. 
Voce recitante in concerti di Melologhi, con pianoforte solo o orchestra («Parole…e note, tra noi leggère», «Werther» di Johann Wolfgang von Goethe–Gaetano Pugnani, «Mozart» di Sacha Guitry-Reynaldo Hahn, «L'inverno nell'anima» di Eduardo Rescigno-Franz Schubert). 
Negli anni 2000, il suo interesse si rivolge alla Canzone francese d'autore. 
Scrive e interpreta «Boum! Je chante Trenet!», a cura di Filippo Crivelli, un omaggio al grande artista, di cui ripropone in lingua originale alcune tra le più celebri canzoni (2003-2005). Ancora con regia di Crivelli: «Prévert mon ami mosaico di canzoni poesie collages cinema pensieri» di cui è ideatore e interprete (2007-2009), e nel 2010, al fianco di Valentina Cortese, al Teatro di Verdura di Milano, per un omaggio a Eleonora Duse, in cui dà voce a Gabriele D'Annunzio e Arrigo Boito.
Nel 2011 scrive, dirige e interpreta «Grazie Mille, alla ricerca di una Giovine, bella Italia perduta» per i Centocinquant'anni dell'Unità d'Italia (Monza-Teatro Villoresi). Nel 2015, rappresenta in prima esecuzione italiana al Teatro Rossini di Lugo (RA) “Crime passionnel” (1982), un'Opera per uomo solo con testi di Pierre Philippe e musica di Astor Piazzolla, regia di Roberto Recchia.
Nel 2018 è Voland ne «Il Maestro e Margherita» di Fabrizio Sinisi da Michail Bulgakov, regia di Paolo Bignamini (Produzione Festival DeSidera-Compagnia Teatro degli Incamminati.
Con lo stesso regista, ha collaborato portando in scena nel 2020 «Sull’acqua» di Michele Serra, allo Spazio Teatro No’Hma di Milano, con le musiche composte e suonate da Luca Garlaschelli al contrabbasso, con Nadio Marenco alla fisarmonica.
Per l’Associazione “Amici della Musica Vittorio Cocito” è stato Pozdnysev in “Sonata a Kreutzer” (drammaturgia di Claudio Beccari), insieme al pianista Ettore Borri e al violinista Matteo Ruffo, al Teatro Faraggiana di Novara (dicembre 2021). 
Dal 1981 svolge un'attività radiofonica di prosa con la RAI e con la RSI Radio della Svizzera Italiana.
Affianca da sempre alla sua professione una continua ricerca nell’arte figurativa: disegno, pittura, scultura, e decorazione sono altrettante forme attraverso le quali ha raccontato storie, espresso sentimenti, o giocato con ironia.
Nell’ambito di tale attività, ha realizzato per il Comune di Villa Lagarina (TN), una scultura in bronzo dell’Arcivescovo di Salisburgo Paride Lodron, (giugno 2004); dieci tavole a china e acquerello per il volume «Epigrammi» di Salvatore Quasimodo (Nicolodi editore, Rovereto 2004); e i ritratti a china dei due poeti in «A Salvatore Quasimodo» di Sibilla Aleramo (Nicolodi, 2001).
Tra i suoi ritratti, quello di Maria Cumani Quasimodo è stato esposto a Palazzo Pitti nell’ambito della Mostra «Donne protagoniste del 900» nel 2013.
Dei suoi disegni e delle sue sculture, ispirate alle figure della tragedia greca e della classicità, come Edipo e Giocasta, Fedra e Ippolito, Apollo e Dafne, hanno scritto, tra gli altri, Rossana Bossaglia e Walter Schoenenberger.
Tra le esposizioni personali: a Milano, Studio Panigati (1985), La Bottega dei sogni (1990) e Libreria Bocca (2005); L’Endice ad Alberobello (2004), Galleria Olga a Seregno (2005),  Biblioteca Civica Acclavio di Taranto (EPIGRAMMI - 10 Tavole per Salvatore Quasimodo, 2011), Centro Sergio Valmaggi, Sesto San Giovanni  (2009).
Esposizioni collettive: «Povoletto 97 ARTETEATRO» (Povoletto,1987), «SUCCESSI:  Il Copriwater nell'Arte», Artrégallery, Genova (2007).

## Filmografia

### Televisione
- L'Andreana regia di Leonardo Cortese, RAI 1, 1981
- San Benedetto regia di Sergio Giordani RAI 3, 1982
- Elettra[18] di Hugo Von Hofmannsthal, regia di Sandro Sequi RAI 1, 1983
- Nestor Burma rentre au bercail regia di Pierre Koralnik RTSF, 1993
- Una liquida tenebra L'arte del Tintoretto (doc.), regia di Antonio Ficarra RAI 1, 1994
- Interset regia di Gilberto Squizzato RAI 3, 1995
- Le frontiere dello spirito a cura di don Claudio Sorgi, Canale 5 (lettore1985 e il 1987)
- Affari di famiglia (5.a serie) regia di Marco Maccaferri, RSI 1 - 2011-06-12
- Casa Flora regia di Elisabetta Marchetti, Produzione RSI 1 - 2017

### Cinema
- Testa o croce, regia di Nanni Loy (1982)
- L'intervista, regia di Federico Fellini (1987)
- Nestor burma revient au bercail, regia  di Pierre Koralnik (1991)

## Doppiaggio[19]

### Film
- Steffen Scheumann in Fuoco incrociato a Natale[20]

### Serie TV
- Richard Cant, Robert Portal, Blake Ritson in The Crown[21][22]
- Bruno Gouery in Emily in Paris[23]
- Thomas Douglas in Il codice da un miliardo di dollari[24]
- Alan Devine in Vikings: Valhalla[25]
- Olgun Şimşek in Il sarto[26]

### Videogiochi
- William Warren in Art of Murder - FBI: La crudele arte dell'omicidio[27]
- Richard Si in Batman: Arkham Shadow [28]

## Radiofonia
- Metello di Vasco Pratolini, regia di Ketty Fusco, Radio della Svizzera Italiana (RSI), 1981
- Il pellicano di A. Strindberg, regia di Alberto Canetta, RSI, 1984
- L'affare de profundis di Italo Alighiero Chiusano, RSI, 1985
- Daguerrotype di Giuseppe Marcenaro, regia di Bernardo Malacrida 1985, RSI
- La contessina Mizzi di Arthur Schnitzler, regia di Fabio Barblan, RSI, 1987
- I fratelli Karamazov da Fedor Dostoewskij, regia di Fabio Barblan, RSI, 1987
- Riccardo III di William Shakespeare, regia di Roberto Sanesi RSI,1987
- Nasce una stella[29] regia di Alberto e Gianni Buscaglia RAI, 1987
- Oreste di Vittorio Alfieri regia di Alessandro Quasimodo RAI, 1987
- La città morta di G. D'Annunzio regia di Fabio Barblan RSI, 1988
- Santippe di A. Panzini regia di Umberto Benedetto RAI, 1987
- I Deserti dell'amore di Carlo Rafele regia di Ketty Fusco RSI, 1990
- Enrico IV Di L. Pirandello, regia di Enrico Colosimo RSI,1991
- Adorabile Giulia di M. G.Sauvajon, regia di Marco Parodi, RSI,1994
- Il ritorno del commissario Ferro di Giovanni Fago RAI, 1996
- Giobbe di Karol Wojtyla, regia di Claudio Laiso RSI, 2000
- Vecchio pianoforte di Alberto Savinio lettura e regia di Mario Cei RSI, 2003
- La Goccia di D.Buzzati lettura e regia di Mario Cei RSI, 2003
- Mary Osaka Ti Amo da John Fante, regia di Alberto e Gianni Buscaglia RSI, 2003
- Brazil di Kasper Hoff regia di Alberto e Gianni Buscaglia RSI, 2003
- Prime luci: dal ‘Canzoniere’ di F.Petrarca, a cura di Mario Cei RSI, 2004
- Gioventù senza Dio da Odon von Horvàt regia di Alberto e Gianni Buscaglia RSI, 2004
- Farinelli di Giorgio Appolonia, regia di Claudio Laiso RSI, 2005
- E come potevamo noi cantare di Claudio Ricordi, regia di Claudio Laiso RSI, 2006
- Don Pablo di Guido Piccoli, RSI, 2006
- Le Memorie di Carlo Goldoni regia di Alberto e Gianni Buscaglia RSI, 2007
- Profondo scarlatto di Giorgio Appolonia regia di Claudio Laiso RSI, 2007
- Sergente Studer da Friedrich Glauser regia di Alberto e Gianni Buscaglia RSI, 2008
- Vino stellato figlio della terra : Prime luci, a cura di Mario Cei RSI, 2008
- La Sfinge senza segreti di Ugo Leonzio regia di Ugo Leonzio RSI, 2010
- Colpo di poesia a cura di Mario Cei RSI 2010
- L'incantesimo della montagna di Mariella Zanetti da Thomas Mann RSI 2011
- Il medico di Hermann Hesse di Enrico Groppali regia di Mariella Zanetti RSI 2011
- Glenn Gould, Il corpo del Pianoforte di Carlo Rafele, regia dell'autore RSI 2012
- Parole e musica di Samuel Beckett, regia di Sergio Ferrentino, RSI 2012
- Mr Hammet e l'ospite inatteso di Alberto e Gianni Buscaglia, regia degli autori, RSI 2012
- L'amore perfetto di Ugo Leonzio, regia dell'autore, RSI 2013
- All’Angelo blu, commedia musicale scritta e diretta da Mariella Zanetti, 2013
- La porta della libertà, di Daniela Morelli, regia di Igor Horvat, RSI 2014
- Suite Nemirowsky, di Alberto e Gianni Buscaglia, regia degli autori, RSI 2015
- Nel buio delle parole, di Ugo Leonzio, regia dell’autore, RSI 2015
- Lovers Hotel, di Massimo Carlotto, regia di Sergio Ferrentino, RSI e Audible.it 2016
- Il treno rosso, di Guido Piccoli, regia dell’autore, RSI 2017
- Il dottor Zivago, di Boris Pasternak, regia di Marco Colli, RSI 2017
- Lo scorpione di Giada, di Ugo Leonzio, regia dell’autore, RSI 2017
- Rapporto agli eredi, di Felice Filippini, adattamento radiofonico e regia Flavio Stroppini, RSI 2017
- Le canzoni del Signor Fo, di Giangilberto Monti, regia di Claudio Laiso, RSI 2018
- Martin Luther King - Il sogno infranto di Cesare Ferrario, Regia dell’autore, RSI 2018
- Mi lagnerò tacendo, di Giorgio Appolonia, regia Claudio Laiso, RSI 2018
- Emma, di Jane Austen, adattamento e regia di Setfania Graziosi, RSI 2018
- Tête d’or, di Paul Claudel, Musiche di Arthur Honegger, RSI, 2018
- Golden Record: il disco che partì dalla terra, di G.Cappa e M.Drago, regia degli autori, RSI 2018
- Gli dei in esilio, ovvero la Grecia in sette giorni all-inclusive, di Marco Colli, regia dell’autore, RSI, 2019
- La fine della guida, gli ultimi giorni di Mu’ammar Gheddafi, di Guido Piccoli, regia dell’autore, RSI 2019
- Il Maestro e Margherita,  adattamento di Cinzia Di Mauro da Michail Bulgakov, regia di Sarah Flaadt, RSI 2020
- Imilla, la vendetta del comandante, di Guido Piccoli, regia dell’autore, RSI 2020
- Il Simposio, di Marco Colli da Platone, regia dell’autore, RSI 2020
- Torpedo Duet, di Gaetano Cappa e Marco Drago, regia di Cappa & Drago, RSI 2022[30]

## Discografia
- Werther di W. Goethe - G. Pugnani, Bongiovanni 1999
- Boum ! Je Chante Trenet M.A.P. 2003
- Prévert Mon Ami Stradivarius 2007
- La terra impareggiabile Radio RSI rete2

## Libri
- Boum! Je Chante Trenet, Nicolodi editore, Rovereto 2003. Canzoni di Charles Trenet con testo a fronte.
- Epigrammi di Salvatore Quasimodo[31], Nicolodi editore, Rovereto, novembre 2004 con Dieci tavole a china e acquarello di Mario Cei riprodotte in fotografia e firmate dall'autore.
- "I teatri di Milano"[32], Ugo Mursia Editore, 1985. Autore: Domenico Manzella; Emilio Pozzi. Il libro contiene le foto di 3 spettacoli con Mario Cei: “Aminta”, “Oreste” di Alfieri regia di Alessandro Quasimodo, “Il Conte di Carmagnola”
- "L'Olimpico. Lo spazio teatrale – La rappresentazione"[33], Publigrafica editrice, 1990. Autore: Remo Schiavo; Coordinamento editoriale: Nevio Zanni. Questo libro contiene citazione e foto di Mario Cei nello spettacolo “Elettra” di Hofmannsthal.